# Anthus trivialis

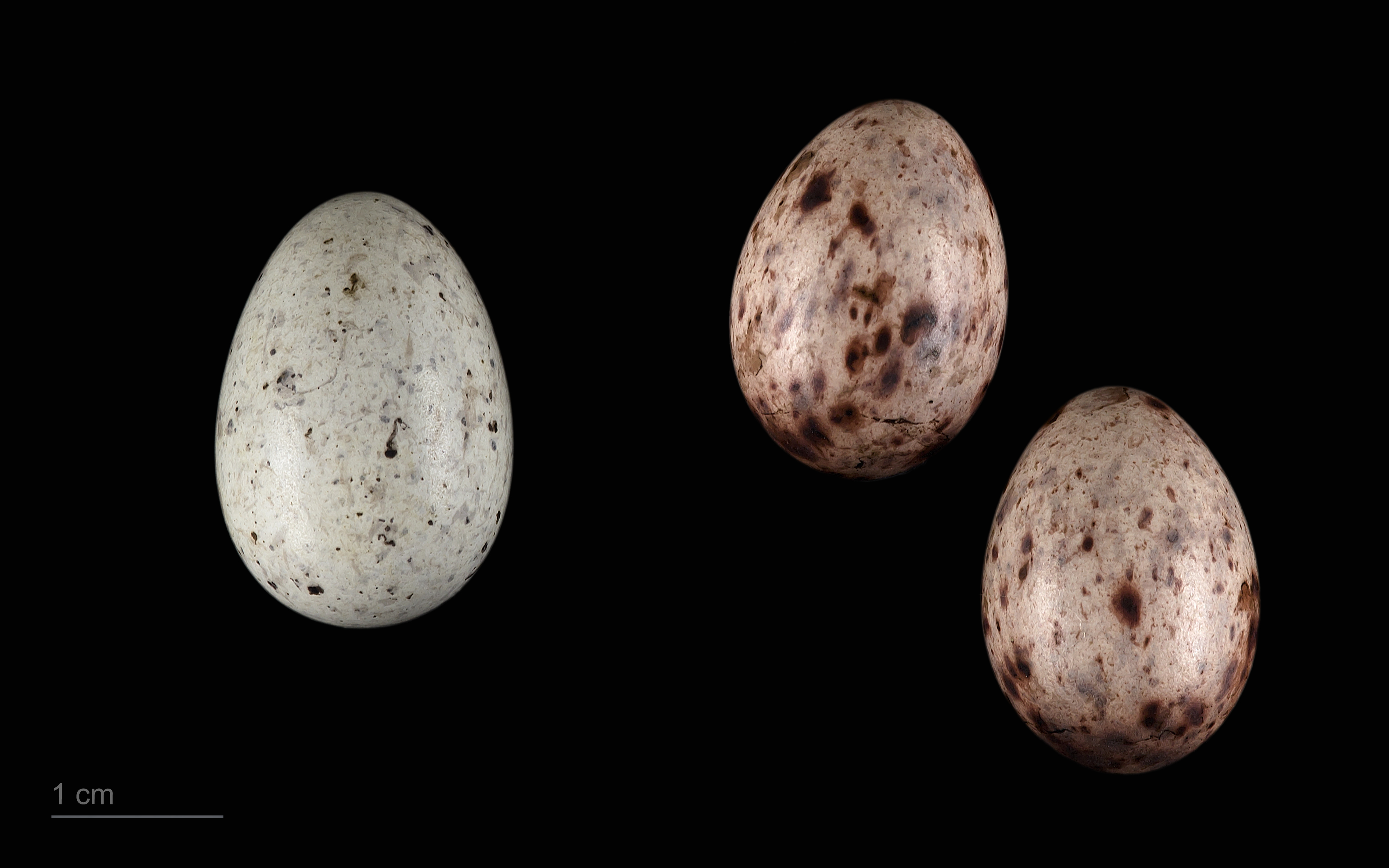
Uovo di Cuculus canorus canorus in un nido di Anthus trivialis Museo di Tolosa

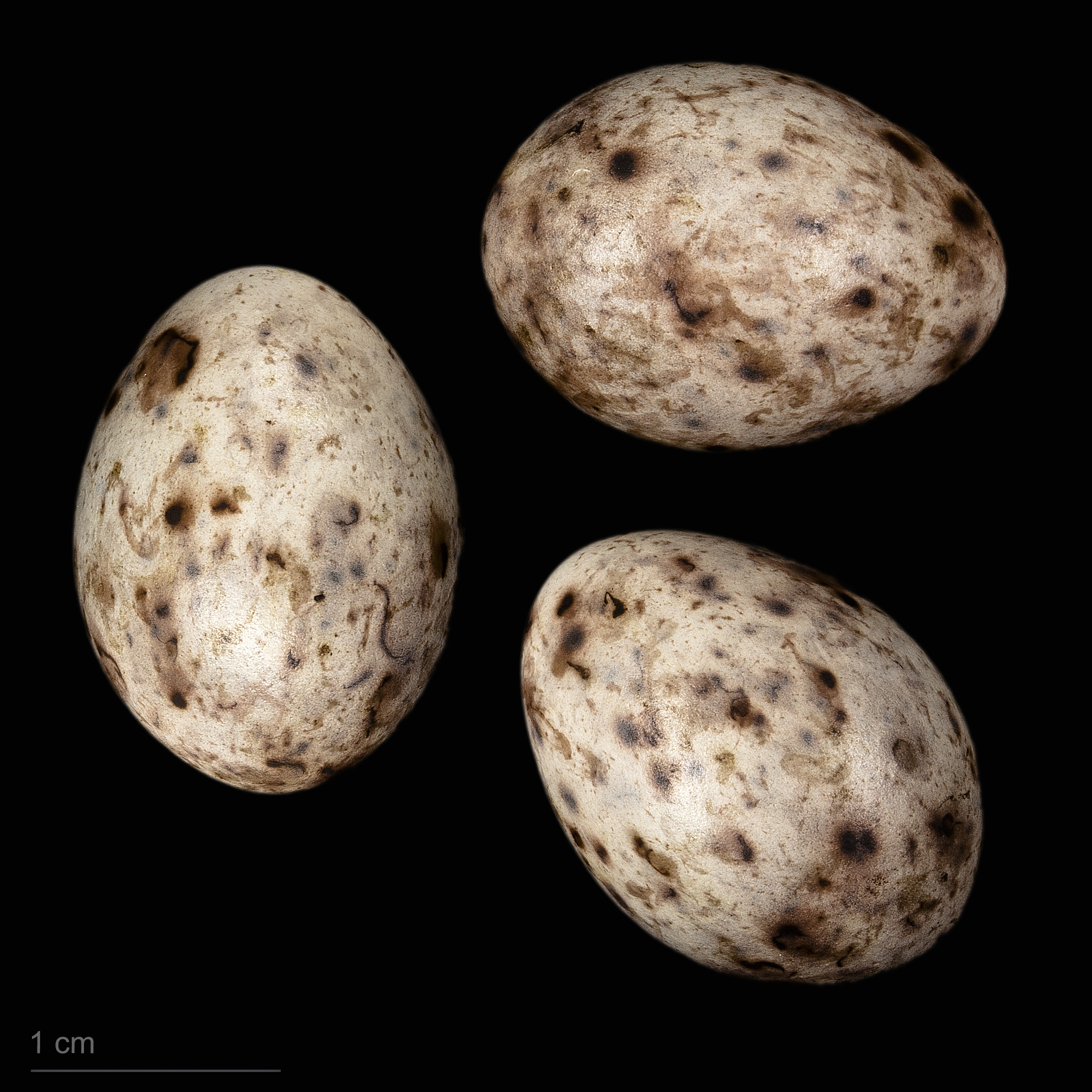
Uova di Anthus trivialis trivialis - Museo di Tolosa

Il prispolone (Anthus trivialis Linnaeus, 1758) è un uccello insettivoro della famiglia dei Motacillidae: è possibile osservarlo in Europa, Asia ed Africa.La Sila (Appennino Calabro) rappresenta l'estremo limite meridionale per la riproduzione accertata in Italia e in Europa. 
Abita sia i boschi di pianura che quelli di montagna. Si differenzia dalla pispola per il canto che emette volando di ramo in ramo: è un canto più rauco e potente.

## Tassonomia
Sono note due sottospecie:
- Anthus trivialis trivialis
- Anthus trivialis haringtoni